# Fontaine-le-Comte

Fontaine-le-Comte este o comună în departamentul Vienne, Franța. În 2009 avea o populație de 3,582 de locuitori.